# Alice Chops the Suey
Série Alice Comedies
Alice Picks the Champ
(1925) Alice the Jail Bird
(1925)
Pour plus de détails, voir Fiche technique et Distribution.
Alice Chops the Suey est un court métrage d'animation américain muet de la série Alice Comedies sorti en 1925.

## Synopsis
Alice après avoir été kidnappée par des gangsters asiatiques. Julius par à sa rescousse dans Chinatown. Les aventures sont mouvementés comme lorsqu'Alice découvre, dans une boutique, un djinn caché dans une bouteille d'encre.

## Fiche technique
- Titre original : Alice Chops the Suey
- Série : Alice Comedies
- Réalisation : Walt Disney
- Animation : Ub Iwerks, Rollin Hamilton, Thurston Harper, Hugh Harman, Rudolf Ising
- Encrage et peinture : Lillian Bounds, Irene Hamilton, Hazelle Linston, Walker Harman
- Photographie : Rudolf Ising
- Montage  : Georges Winkler
- Production :  Walt Disney
- Société de production : Disney Brothers Studios
- Société de distribution : Margaret J. Winkler (1925) ; Syndicate Pictures (1929, version sonorisée)
- Pays :  États-Unis
- Format d'image : noir et blanc - 35 mm - 1,37:1 - muet
- Genre : animation et prises de vues réelles
- Durée : 7 min
- Dates de sortie : 
  - Version muette : 28 septembre[1] au Rivoli Theater de New York, en première partie de The Light of Western Stars[2]
  - Version sonorisée : 1er février 1929

Source : Walt in Wonderland

## Distribution
- Margie Gay : Alice

## Commentaires
Produit du 15 au 31 juillet 1925, le film a été livré le 8 août 1925 pour une avant-première au Bars Hollywood Theater de Los Angeles. 